# Закон Дюлонга — Пті
Зако́н Дюлонга — Пті визначає питому теплоємність металу в твердому стані за формулою
{\displaystyle c={\frac {3R}{M}}}
де c — питома теплоємність, R — універсальна газова стала, M — молярна маса.
Закон Дюлонга—Пті справедливий при температурах вищих за температуру Дебая.
За оригінальним формулюванням П'єра Дюлонга і Алексіса Пті 1819 року, добуток атомної ваги на питому теплоємність (тобто молярна теплоємність) металу в твердому стані є приблизно сталою величиною, 26 Дж·град‑1·моль‑1 в сучасній системі одиниць. В першій половині XIX ст. це правило знаходило застосування для оцінки значення атомної маси деяких металів.

## Фізична природа
Для того, щоб підвищити температуру, потрібно збільшити кінетичну енергію руху кожного із атомів твердого тіла. Однак внаслідок суттєвої взаємодії атомів між собою збільшення кінетичної енергії потребує рівного за величиною збільшення потенціальної енергії. Тому теплоємність твердого тіла вдвічі більша за теплоємність ідеального газу.
Закон Дюлонга—Пті можна переписати у вигляді:
{\displaystyle C=3k_{B}N\,},
де С — молярна теплоємність, {\displaystyle k_{B}} — стала Больцмана, N — число атомів у кристалі.
Для справедливості закону Дюлонга-Пті необхідно, щоб енергії теплового руху вистачало для збудження всіх можливих типів коливань у твердому тілі. При низьких температурах деякі з коливань не збуджуються. Це явище зумовлене законами квантової статистики (в даному випадку — статистики Бозе-Ейнштейна). Тому при низьких температурах закон Дюлонга-Пті не діє.